# Metopius edwardsii
Metopius edwardsii är en stekelart som beskrevs av Cresson 1879. Metopius edwardsii ingår i släktet Metopius och familjen brokparasitsteklar. Inga underarter finns listade i Catalogue of Life.